# Theodoro Cochrane
Theodoro Wallace Baston de Toledo Cochrane, lepiej znany jako Theodoro Cochrane (ur. 17 listopada 1978 w São Paulo) – brazylijski aktor telewizyjny.

## Życiorys
Urodził się w São Paulo jako syn prezenterki telewizyjnej Marílii Gabrieli i Zecy Cochrane, dorastał ze starszym bratem Christiano (ur. 1972). W 2001 ukończył wydział wzornictwa przemysłowego w zakresie projektowania produktu na Faculdade de Belas Artes w São Paulo. W 2004 roku studiował dramat EAD-USP.

## Filmografia
| Novelas e Seriados | Novelas e Seriados                 | Novelas e Seriados        | Novelas e Seriados | Novelas e Seriados |
| Rok                | Tytuł                              | Rola                      | Emisja             |                    |
| ------------------ | ---------------------------------- | ------------------------- | ------------------ | ------------------ |
| 2002               | Sandy & Junior                     | Dj Magrão                 | Rede Globo         |                    |
| 2003               | A Casa das Sete Mulheres           | Pedro                     | Rede Globo         |                    |
| 2004               | Um Só Coração                      | Mário Martins             | Rede Globo         |                    |
| 2005               | Essas Mulheres                     | Geraldo Duarte            | Rede Record        |                    |
| 2007               | Amazônia, de Galvez a Chico Mendes | Rzecznik spotkania        | Rede Globo         |                    |
| 2008               | A Favorita                         | Bruno (Bruninho) Aguiar   | Rede Globo         |                    |
| 2009               | "Caras & Bocas"                    | Isaac                     | Rede Globo         |                    |
| 2010               | "Ti Ti Ti"                         | Dr Queiroz                | Rede Globo         |                    |
| 2011               | Macho Man                          | Felipe                    | Rede Globo         |                    |
| 2013               | Saramandaia                        | Delegat Petronílio Amaral | Rede Globo         |                    |
| 2014               | Geração Brasil                     | Gaspar                    | Rede Globo         |                    |

### filmy fabularne
- 2002 - Gregório de Mattos  - Rimbaud
- 2002 - Avassaladoras - Pedro
- 2008 - La Riña - Cloakroom Keeper
- 2011 - Bruna Surfistinha - Entrevistador
- 2013 - Colegas - Norman Bates
- 2015 - Me Leva (wideoklip)